# Borréliose
 Mise en garde médicale
Les borrélioses sont des maladies infectieuses causées par des bactéries véhiculées et transmises à l’humain par les tiques ou des poux. Ces bactéries, qui tirent leur nom du biologiste français Amédée Borrel, causent deux formes principales de borrélioses : les borrélioses tropicales (connues depuis plus longtemps sous le nom de fièvres récurrentes) et la maladie de Lyme.
Ces deux maladies peuvent être considérées comme maladies émergentes, car le nombre de tiques et le nombre de cas de borréliose semblent augmenter rapidement, depuis quelques décennies, en Amérique du Nord comme en Europe et en Afrique. 
Elles se transmettent par des tiques (deux espèces principales) pour la maladie de Lyme (Borrelia burgdorferi), ou parfois in utero de la mère à l'enfant (Borrelia burgdorferi) et par morsure de poux (Borrelia recurrentis) ou de tiques pour les borrélioses tropicales (Borrelia duttonii).
Des vêtements couvrant tout le corps limitent le risque d'être mordu par des tiques. Des vêtements clairs permettent de les repérer plus facilement et de les chasser avant qu'elles ne trouvent une ouverture vers le corps. Au retour de zones à risque, il convient de s'inspecter entièrement les vêtements et la peau. Il faut consulter un médecin devant tout symptôme inhabituel.

## Maladie de Lyme

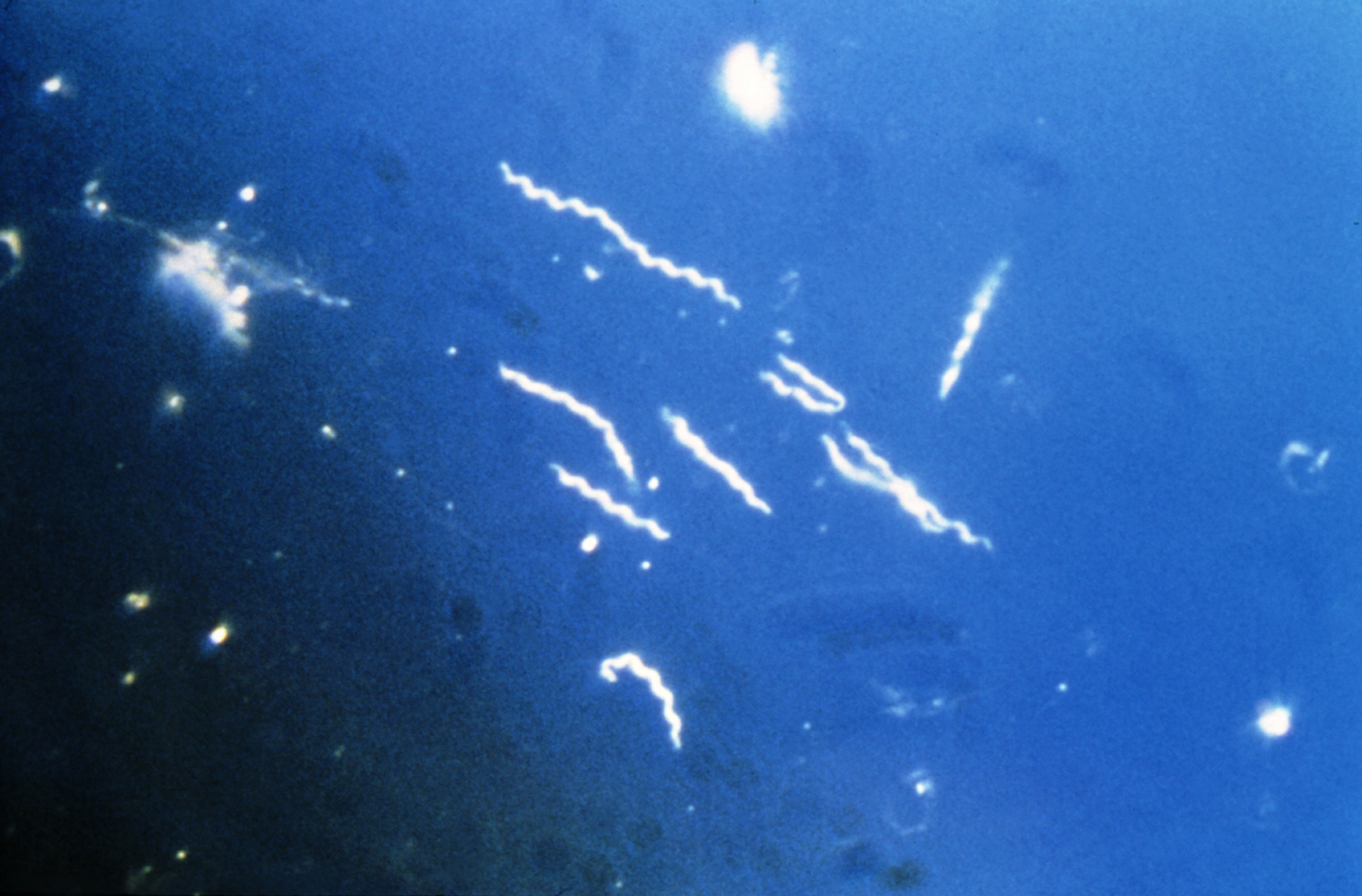
Borrelia burgdorferi, l'un des trois variants connus de la bactérie parasite qui cause la maladie de Lyme. Les Borrelia ont une forme serpentine et spiralée caractéristique, d'où leur nom de spirochètes.

La maladie de Lyme tire son nom d'une ville du Connecticut où on l'a redécouverte en 1975, bien qu'elle ait été décrite dès 1910 en Europe. C'est la plus fréquente des maladies transmises par des tiques dans l'hémisphère nord, et elle est en plein développement en Europe, comme aux États-Unis. Elle est causée par au moins trois espèces de bactéries appartenant au genre Borrelia.
Borrelia burgdorferi est la principale cause de la maladie de Lyme en Amérique du Nord. Borrelia afzelii et Borrelia garinii sont impliqués dans la plupart des cas européens.
Elle n'est parfois pas clairement diagnostiquée car les symptômes sont variables et peuvent être confondus avec ceux d'autres maladies, ceci d'autant plus que les tiques peuvent être à la fois porteuses de la borréliose et de l'encéphalite à tiques. Les Borrelia responsables de la maladie de Lyme semblent toujours transmises aux humains par la piqûre de tiques appartenant à quelques espèces du genre Ixodes.
Les symptômes (fièvre, maux de tête, fatigue, dépression et éruption cutanée caractéristique érythème migrant) (pas systématique) disparaissent généralement avec un traitement antibiotique adapté (surtout si le diagnostic et le traitement sont précoces). Sinon, ils évoluent en fin de manifestations vers des problèmes articulaires, cardiaques et neurologiques pouvant être invalidants et difficiles à traiter.
Le diagnostic et le traitement peuvent être compliqués par des co-infections facilitées par le fait que la tique est vectrice de nombreux parasites. Une bartonellose peut ainsi être conjointe et confondue avec la maladie de Lyme (malgré son rash (érythème), qui peut être très différent).
Certains patients, après la fin d'un traitement antibiotique pour une maladie de Lyme, continuent à manifester des symptômes sévères de fatigue, troubles du sommeil et difficultés cognitives. Un débat existe sur l'opportunité ou non dans ce cas de poursuivre un traitement antibiotique (qui semble avoir peu d'effet sur ces symptômes et qui a des effets secondaires).

### Symptômes

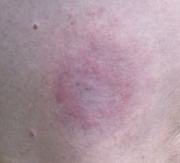
Éruption cutanée circulaire, dite érythème migrant, présente dans 80 % des cas, de manière plus ou moins nette.

La maladie présente diverses formes et se développe en trois stades (voir article complet sur la Maladie de Lyme) et peut affecter divers organes et systèmes de l'organisme, avec une gamme variable de symptômes, non systématiques : tous les malades ne présentent pas tous les symptômes. Et beaucoup de ces symptômes ne sont pas spécifiques de la maladie de Lyme et peuvent apparaître dans d'autres maladies. De plus, en raison de facteurs mal compris (virulence de la bactérie, immunité du patient, co-infection..), le temps qui sépare la piqûre de l'apparition des symptômes, ou période d'incubation, varie. Ce délai est le plus souvent de 1 à 2 semaines, mais il est parfois raccourci à quelques dizaines d'heures, ou au contraire étendu à plusieurs mois ou années. La maladie est parfois asymptomatique (sans symptômes apparents) ; des infections asymptomatiques ont été détectées chez presque 7 % des personnes infectées aux États-Unis, mais le taux d'infection sans symptômes pourrait être bien plus élevé en Europe.
Il existe des risques d'erreur de diagnostic de par la grande diversité des symptômes, la maladie de Lyme pouvant conduire à de nombreux diagnostics erronés, comme la sclérose en plaques, le lupus, la polyarthrite rhumatoïde, la fibromyalgie, la fatigue chronique, la dépression, la maladie d'Alzheimer, la maladie de Parkinson, l'autisme et bien d'autres. En 2006, O. Peter estimait que la sensibilité des tests au stade précoce était encore limitée (sensibilité de 50 % environ) et peu spécifiques (un immunoblot est nécessaire pour préciser la bactérie en cause, un typage génétique plus précis justifiant une réaction en chaîne par polymérase (PCR) du liquide articulaire et de biopsie cutanée, avec dans ces cas une sensibilité de 60 à 80 % des cas). Il existe des cas d'arthrites de Lyme à sérologie négative.

### Agents et vecteurs

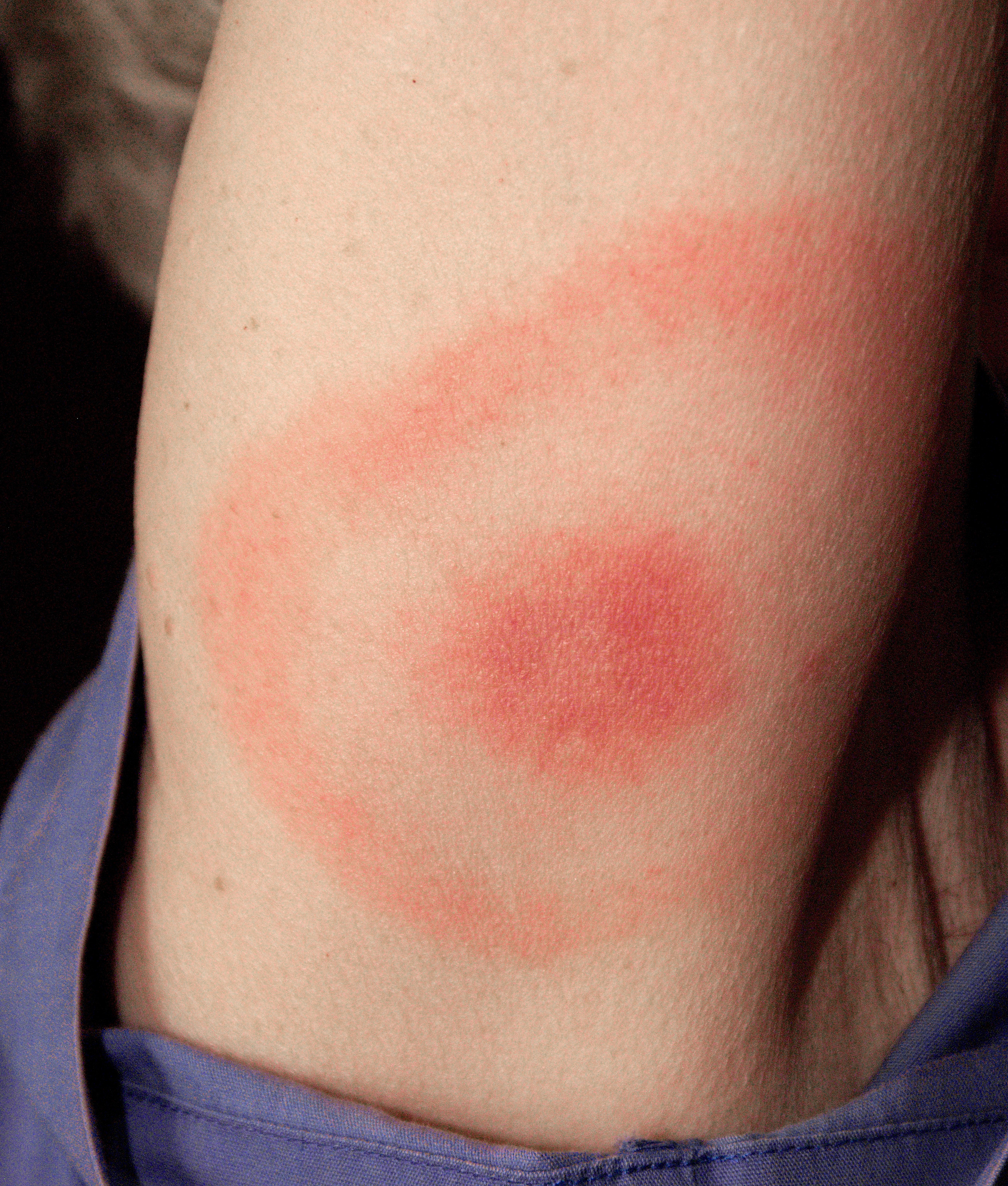
Érythème migrant typique, mais qui n'est présent sous cette forme double que chez moins de 10 % des malades

Les bactéries responsables des borrélioses sont des spirochètes du genre Borrelia.

### Incertitudes
Concernant la maladie de Lyme, un test ciblant une espèce de bactérie peut ne pas détecter une autre espèce du parasite. Les causes de l'extension de la maladie ne sont probablement pas toutes connues.
Une maladie de Lyme peut aussi se compliquer de co-infections transmises par les tiques, comme les rickettsioses, la babésiose, la bartonellose, les infections à mycoplasmes. Ces co-infections doivent alors elles aussi être traitées. Des cas de réinfection d'un même patient sont possibles,.

## Fièvres récurrentes
Les fièvres récurrentes concernent essentiellement l'Éthiopie, et à un degré moindre, la Chine du Nord et l'Amérique du Sud. La maladie de Lyme doit être prise au sérieux pour toute balade en forêt, à la campagne, en France, en Suisse et en Belgique notamment. Des cas de contaminations sont également signalés dans des jardins publics de grandes villes. 
20 à 50 cas pour 100 000 habitants sont recensés en France. La prévalence est particulièrement forte chez les chasseurs (15 % d'entre eux ont été en contact avec les germes infectieux) et la maladie de Lyme est considérée comme une maladie professionnelle chez les forestiers.
La maladie de Lyme est endémique dans certaines régions françaises comme l'Alsace qui, d'après l'INVS, totaliserait la moitié des cas français à elle seule.

### Éco-épidémiologie en Afrique tropicale

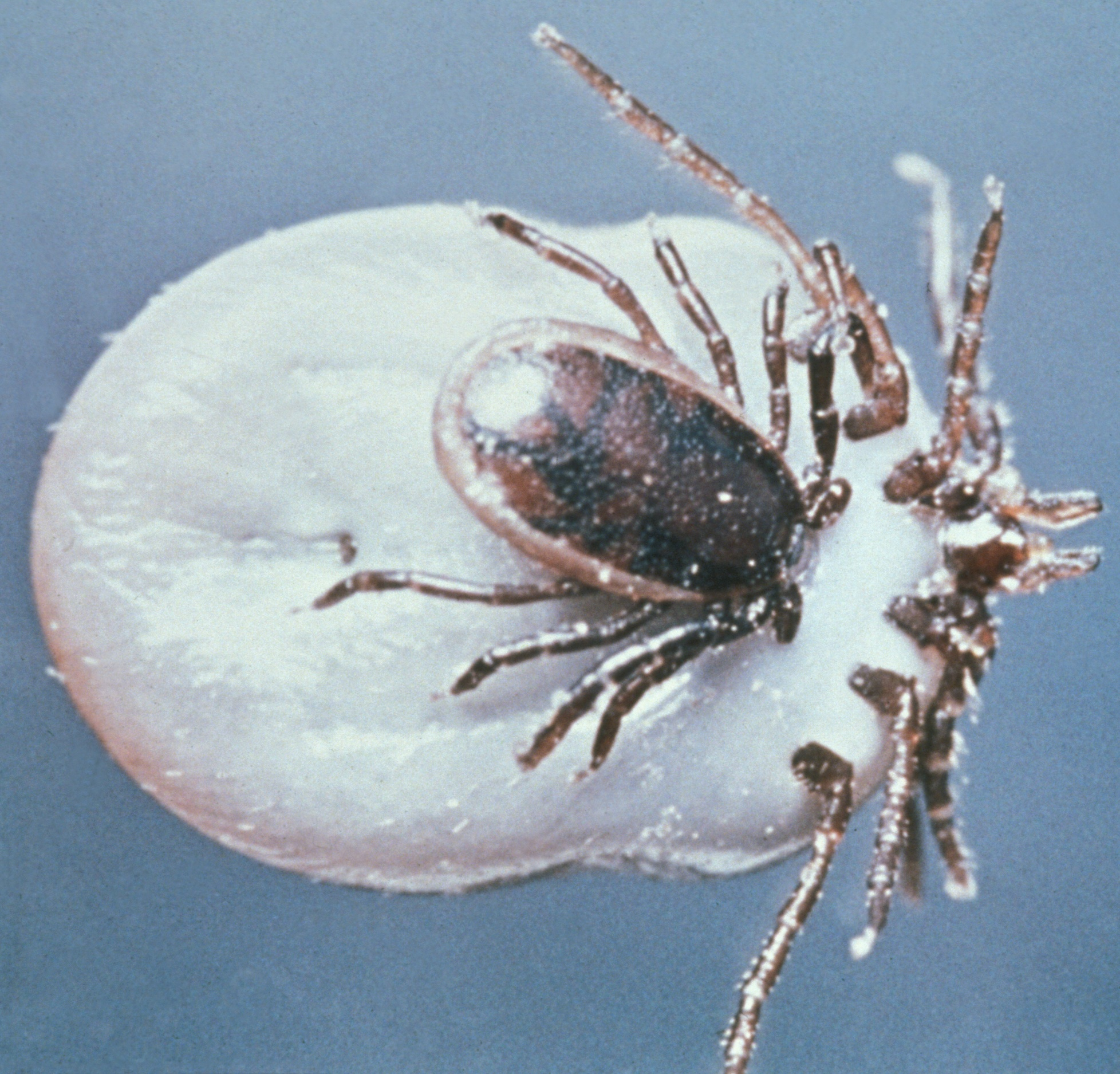
Mâle (petit) et femelle de la tique Ixodes ricinus. La femelle compte parmi les principaux vecteurs de borrelia responsables de la maladie de Lyme.

Les borrélioses tropicales semblent être en augmentation ou avoir été méconnues, car longtemps systématiquement confondues avec le paludisme, qui touche les mêmes populations avec des symptômes semblables. La maladie dite des fièvres récurrentes était considérée comme rare jusqu’à la fin des années 1980, avant que  des chercheurs de l’IRD ne montrent qu’en zone rurale dans la région de Dakar, la borréliose à tiques était (après le paludisme) la première cause de consultation en dispensaire. La bactérie se jouant du système immunitaire humain, un même individu peut développer la maladie un grand nombre de fois.
Sur 10 ans (de 1990 à 2005), des chercheurs de l’IRD qui ont suivi l’évolution de la maladie en Afrique de l'Ouest ont constaté que la tique vecteur est maintenant retrouvée dans les terriers de rongeurs de la plupart des villages du Sénégal, du Mali et de Mauritanie. L’incidence de la maladie est très élevée : 4 à 25 % de la population étudiée était porteuse d’une borréliose, avec des fortes variations selon les années, avec une incidence annuelle moyenne de 11 % sur 14 ans. C’est le plus haut taux mesuré en Afrique pour une maladie bactérienne. 
Deux espèces de bactéries du genre Borrelia sont rencontrées en Afrique tropicale : 
- Borrelia duttoni en Afrique de l'Est.
- Borrelia crocidurae en Afrique de l'Ouest et zone saharienne et sahélienne. Son vecteur connu est la tique Ornithodoros sonrai, qui vit en contact étroit avec les petits rongeurs sauvages dont elle colonise les terriers.

Au Sénégal, la tique a colonisé les régions de savane soudanienne, semble-t-il au rythme du recul de la pluviométrie moyenne entamé avec la sécheresse de 1970. 
L’IRD, l’Institut Pasteur et l’Université de Dakar ont, durant 14 ans (1990–2003), suivi les borrélioses dans la communauté de Dielmo (zone rurale de savane soudanienne de la région du Sine-Saloum), laquelle faisait aussi l’objet d’un suivi démographique et sanitaire. L’équipe de recherche a habité en permanence dans le village pour voir quotidiennement chaque villageois afin de détecter tous les cas de paludisme, de borréliose à tiques ou de fièvres non causées par ces maladies, en confirmant ou infirmant chaque fois la maladie par un test biologique et un examen médical. La bactérie Borrelia crocidurae a aussi été systématiquement recherchée au moins une fois par an chez les personnes sans symptômes.
Tous les terriers des maisons et des cours des concessions ont été recherchés, dénombrés en y mesurant la présence de tiques et le taux d’infection de ces tiques par la bactérie.
Des rongeurs et des insectivores divers ont été capturés pour tenter de comprendre l’écologie de la bactérie et quel était son réservoir.
Pour la période d’étude, 11 % des habitants ont développé chaque année une borréliose et ce, pour toutes les classes d’âge.
Seuls le paludisme et la grippe ont un niveau d’incidence aussi élevé sur une durée aussi longue. 
Des prospections systématiques au Sénégal, Mali et Mauritanie ont permis d’étudier l’aire de répartition de la tique, de mesurer le taux d’infection sur l’ensemble de son aire de répartition et d'établir la proportion de villages concernés par la maladie. 

Résultats : 
- La tique vecteur est massivement présente dans ces 3 pays, partout où la pluviométrie moyenne est inférieure à 750 mm ;
- 26 des 30 villages étudiés (soit 87 %) étaient colonisés par la tique ;
- Les tiques étaient présentes dans 31 % des terriers trouvés dans les villages ;
- 21 % de ces tiques étaient infectées par Borrelia crocidurae ;
- Dans les deux-tiers des villages étudiés, le niveau d’exposition des habitants à la borréliose était même supérieur à celui des villageois de Dielmo.

La borréliose est donc bien un problème majeur de santé publique dans la plupart des régions rurales du Sénégal et du Mali et dans toute la Mauritanie, pourtant, bien qu’étant devenue l'affection bactérienne la plus fréquente, elle reste totalement mal connue des personnels de santé. Souvent, des cas qu’on croit être un paludisme devenu résistant aux médicaments antipaludiques sont en fait une borréliose, dont les symptômes sont identiques. De plus, Borrelia crocidurae n’est présente dans le sang qu’en faible quantité. Elle n’est détectable dans les prises de sang, au microscope, que par un personnel expérimenté et uniquement durant les pics de fièvre.
Le réservoir animal semble difficile à traiter, mais des antibiotiques de la famille des tétracyclines sont à ce jour bon marché et efficaces.
Après quelques jours d'incubation, une forte fièvre survient brutalement avec nausées et maux de tête. 
La fièvre chute au bout de 5 ou 6 jours, laissant place à une grande fatigue. Le cycle se reproduit de deux à huit fois, avec parfois des complications viscérales.
Ces symptômes font que la maladie est très souvent confondue avec un paludisme résistant. La maladie peut entraîner des méningo-encéphalites graves entraînant parfois la mort.